# Dalton Trumbo

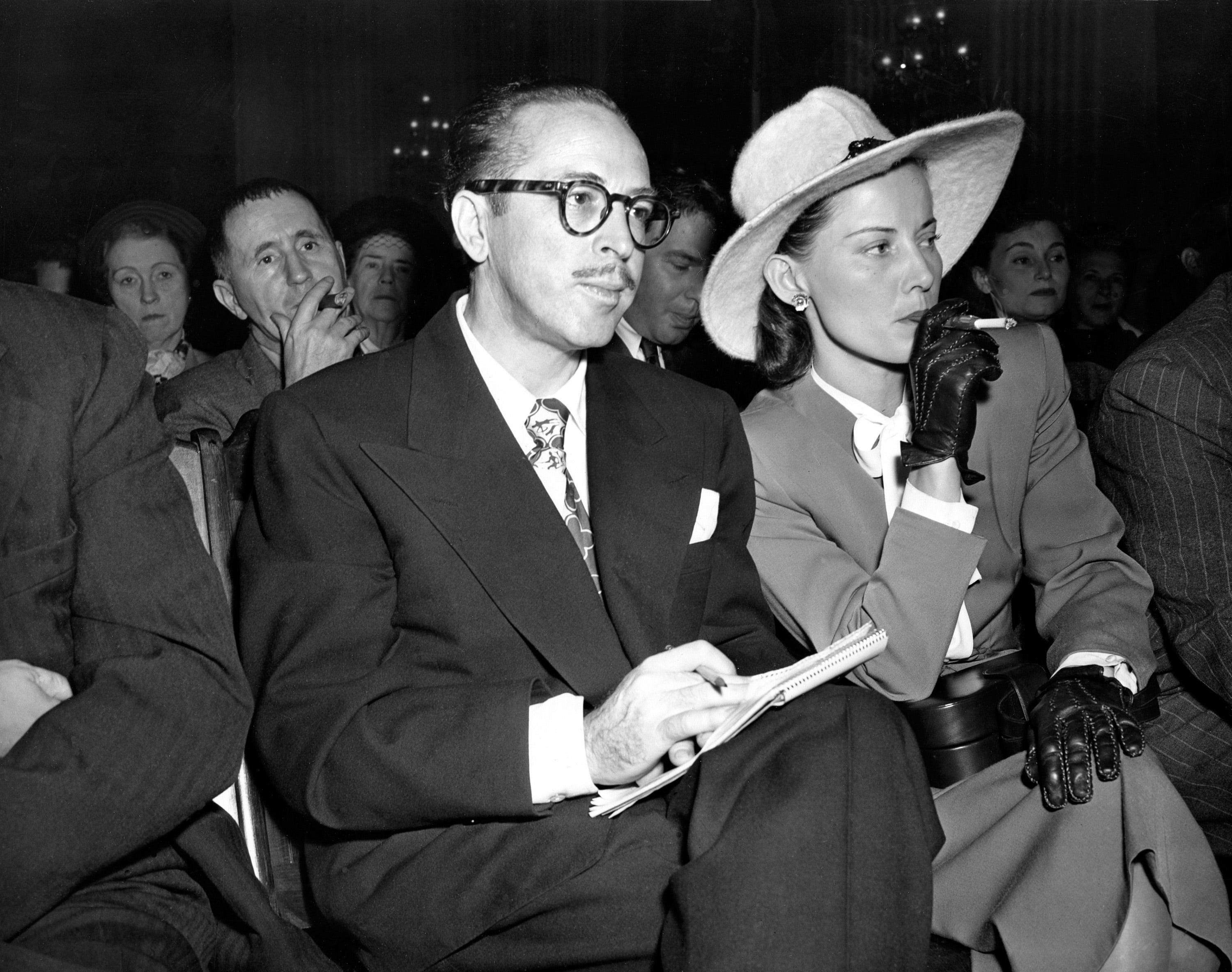
Trumbo und seine Frau Cleo bei einer HUAC-Anhörung (1947), im Hintergrund Bertolt Brecht

James Dalton Trumbo (* 9. Dezember 1905 in Montrose, Colorado; † 10. September 1976 in Los Angeles, Kalifornien) war ein US-amerikanischer Drehbuch- und Romanautor.
Trumbo gehörte zur Gruppe der Hollywood Ten, die sich 1947 unter Berufung auf den ersten Zusatzartikel der US-Verfassung weigerten, vor dem Komitee für unamerikanische Umtriebe auszusagen, und zu Geld- und Haftstrafen verurteilt wurden. Er verbrachte elf Monate im Gefängnis und wurde auf eine schwarze Liste gesetzt, so dass er jahrelang unter Pseudonymen arbeiten musste. Zwei seiner so entstandenen Werke wurden mit einem Oscar ausgezeichnet, seine Urheberschaft allerdings erst wesentlich später offiziell anerkannt.

## Leben
1908 zog die Familie Trumbo nach Grand Junction (Colorado), wo Dalton aufwuchs, bis er 1924 an die University of Colorado in Boulder ging. Im Jahr darauf zog Trumbos Familie, nachdem Vater Orus seinen Job als Schuhverkäufer verloren hatte, nach Los Angeles. Daltons Vater erkrankte kurz darauf und starb 1926 an Anämie. Dalton, der an der Universität mit dem Schreiben begonnen hatte, gab sein Studium auf, um mit einem Job in einer Bäckerei in Los Angeles seine Mutter mit seinen beiden Schwestern finanziell zu unterstützen.
Dalton Trumbo schrieb weiterhin. Anfang der 1930er Jahre gelang es ihm, einige Short Stories und Essays zu publizieren, und 1935 erschien mit Eclipse sein erstes Buch. Der 1939 erschienene Antikriegsroman Johnny Got His Gun (Johnny zieht in den Krieg) wurde mit einem Preis, dem Vorläufer des National Book Award, ausgezeichnet. Er hatte begonnen, für die Filmindustrie zu arbeiten, und hatte 1935 bei Warner Brothers einen Anstellungsvertrag als Drehbuchautor erhalten. Trumbo gehörte bald zu den gefragten Autoren Hollywoods, auch wenn er, nachdem er der Screen Writers Guild, der Vorgängerorganisation der Writers Guild of America, beigetreten war, von Warner wieder entlassen wurde. So basieren Fräulein Kitty (1940), Dreißig Sekunden über Tokio (1944) und Frühling des Lebens (1945) auf seiner Arbeit; für Fräulein Kitty wurde er in der Kategorie Bestes Drehbuch nach literarischer Vorlage für den Oscar nominiert.
Als Trumbo, der 1943 der Kommunistischen Partei beigetreten war, 1947 vor das Komitee für unamerikanische Umtriebe (HUAC) geladen wurde, verweigerte er, als unfreundlicher Zeuge, mit Berufung auf den 5. Zusatz zur Verfassung der Vereinigten Staaten von Amerika die Aussage. Verurteilt wegen Missachtung des Kongresses, verbrachte er elf Monate im Gefängnis und wurde auf Hollywoods schwarze Liste gesetzt. Nach seiner Haft zog er mit seiner Familie − er hatte 1938 Cleo Fincher geheiratet, die Kinder Nikola, Christopher und Melissa („Mitzi“) waren 1939, 1940 und 1945 geboren worden – für zwei Jahre nach Mexiko und schrieb jahrelang unter Pseudonym. Sowohl Roman Holiday (Ein Herz und eine Krone; mit Audrey Hepburn und Gregory Peck) als auch The Brave One (Roter Staub) wurden in der Kategorie Beste Story – zu diesem Zeitpunkt gab es Einzelkategorien im Drehbuchbereich, nicht nur die heutige für das Beste Drehbuch – mit einem Oscar ausgezeichnet. Der Oscar für Roter Staub wurde ihm im Jahr 1975, ein Jahr vor seinem Tod, überreicht; bei Ein Herz und eine Krone wurde 1992 die ursprüngliche Oscarvergabe an Ian McLellan Hunter nachträglich zu Trumbo geändert.
Bei Kubricks Spartacus und Premingers Exodus von 1960 erschien erstmals wieder sein eigener Name im Vorspann.
Johnny zieht in den Krieg, von Trumbo selbst verfilmt, wurde 1971 erst auf Intervention von Jean Renoir, Luis Buñuel und Otto Preminger ins offizielle Programm von Cannes aufgenommen und erhielt den Großen Preis der Jury sowie den FIPRESCI-Preis der in der FIPRESCI zusammengeschlossenen Filmkritiker.
Trumbo starb 1976 im Alter von 70 Jahren an einem Herzinfarkt.
2015 wurde sein Leben von Jay Roach mit Bryan Cranston in der Hauptrolle unter dem Titel Trumbo für das Kino verfilmt.

## Werk

### Filme (Auswahl)
- 1940: Fräulein Kitty (Kitty Foyle) – Regie: Sam Wood
- 1942: Meine Frau, die Hexe (I Married a Witch) – ungenannt; Regie: René Clair
- 1943: Kampf in den Wolken (A Guy Named Joe) – Regie: Victor Fleming
- 1943: Tender Comrade – Regie: Edward Dmytryk
- 1944: Dreißig Sekunden über Tokio (Thirty Seconds Over Tokyo) – Regie: Mervyn LeRoy
- 1945: Frühling des Lebens (Our Vines Have Tender Grapes) – Regie: Roy Rowland
- 1950: Gefährliche Leidenschaft (Gun Crazy) – Regie: Joseph H. Lewis
- 1951: Dem Satan singt man keine Lieder (The Prowler) – Regie: Joseph Losey
- 1951: Steckbrief 7-73 (He Ran All the Way) – Regie: John Berry
- 1953: Ein Herz und eine Krone (Roman Holiday) – Regie: William Wyler
- 1956: Roter Staub (The Brave One) – ungenannt; Regie: Irving Rapper
- 1957: Lederstrumpf: Der Wildtöter (The Deerslayer) – ungenannt; Regie: Kurt Neumann
- 1960: Spartacus – Regie: Stanley Kubrick
- 1960: Exodus – Regie: Otto Preminger
- 1961: El Perdido (The Last Sunset) – Regie: Robert Aldrich
- 1962: Einsam sind die Tapferen (Lonely Are the Brave) – Regie: David Miller
- 1965: … die alles begehren (The Sandpiper) – Regie: Vincente Minnelli
- 1966: Hawaii – Regie: George Roy Hill
- 1968: Ein Mann wie Hiob (The Fixer) – Regie: John Frankenheimer
- 1971: Johnny zieht in den Krieg (Johnny Got His Gun) – Regie: Dalton Trumbo
- 1973: Papillon – Regie: Franklin J. Schaffner
- 1973: Unternehmen Staatsgewalt (Executive Action) – Regie: David Miller

### Erzählungen
- Johnny Got His Gun (engl. Erstausgabe: 1939) Johnny zieht in den Krieg (dt. von Rudolf Rocholl) ISBN 3-8218-0165-4

## Auszeichnungen
- 1939: National Book Award für Johnny Got His Gun.
- 1954: Oscar für die beste Story für Roman Holiday (Ein Herz und eine Krone) ursprünglich an Ian McLellan Hunter allein vergeben – erst 1992 geändert zu Trumbo/McLellan.
- 1957: Oscar für die beste Story für The Brave One (Roter Staub); als „Robert Rich“ – erst im Mai 1975, ein Jahr vor seinem Tod, wurde Trumbo dieser Oscar überreicht.
- 1970: Writers Guild of America Award für sein Lebenswerk
- 1971: Großer Preis der Jury sowie FIPRESCI-Preis der internationalen Filmkritik bei den Internationalen Filmfestspielen von Cannes für Johnny zieht in den Krieg.